# Estación Paul Groussac
Paul Groussac era una estación de ferrocarril ubicada en la localidad de El Sombrerito, provincia de Santa Fe, Argentina.
La estación fue habilitada en 1930 por el Ferrocarril Provincial de Santa Fe.

## Servicios
No presta servicios de pasajeros, ni de cargas. Sus vías correspondían al Ramal F14 del Ferrocarril General Belgrano.